# Elisabeth Irwin
Elisabeth Antoinette Irwin (Nova Iorque, 29 de agosto de 1880 - Nova Iorque, 16 de outubro de 1942) foi uma educadora americana. Fundadora da Little Red School House, uma escola que inovou com métodos reformistas de ensino no início dos anos 20.

## Biografia
Nascida no Brooklyn, cidade de Nova Iorque, Elisabeth Irwin se tornou Bacharel em Artes pela Smith College, em 1903, e mais tarde, Mestre em Artes pela Columbia University, em 1923.
Irwin trabalhou em uma escola pública a partir de 1912, e foi esse seu contato com o formato do ensino nos colégios públicos que a incentivou a fundar, em 1921, a Little Red School House, uma escola que pretendia reformar o método de ensino na América.
O ambicioso projeto de Irwin quase foi por água baixo, em virtude de falta de verbas, porém com a ajuda de um grupo de pais de alunos, ela conseguiu o capital necessário para financiar a viabilidade de sua escola. Inicialmente destinada apenas ao ensino fundamental, mais tarde, a escola passou a contar também com aulas para alunos do ensino médio.
Elisabeth Irwin, que era lésbica assumida, faleceu em 1942, em Nova Iorque, deixando uma parceira e dois filhos adotivos. Ela foi sepultada em Gaylordsville, em Connecticut, onde mantinha em vida uma casa de veraneio com a sua parceira.